# Laguna de San Miguel del Monte
La laguna del Monte o laguna de San Miguel del Monte es un cuerpo de agua que se encuentra ubicado en el sector centro-norte de la provincia de Buenos Aires, centro-este de la Argentina. Forma parte del sistema de lagunas Encadenadas de Monte, el que a su vez pertenece a la cuenca del río Salado, curso que desemboca en la bahía de Samborombón del Río de la Plata y de allí al mar Argentino del océano Atlántico.

## Etimología toponímica
El topónimo “monte” hace alusión al denso bosque (“monte” en la región del Plata) de talas que se encontraba en su ribera.

## Ubicación geográfica
Este cuerpo de agua se sitúa dentro del partido de Monte, en el sector centro-norte de la provincia de Buenos Aires, en la zona deprimida del Salado, al oriente de la parte central de la Argentina.
Posicionada sobre la costa norte de la laguna se encuentra la ciudad de Monte.

## Características físicas y uso del suelo en la cuenca

### Clima

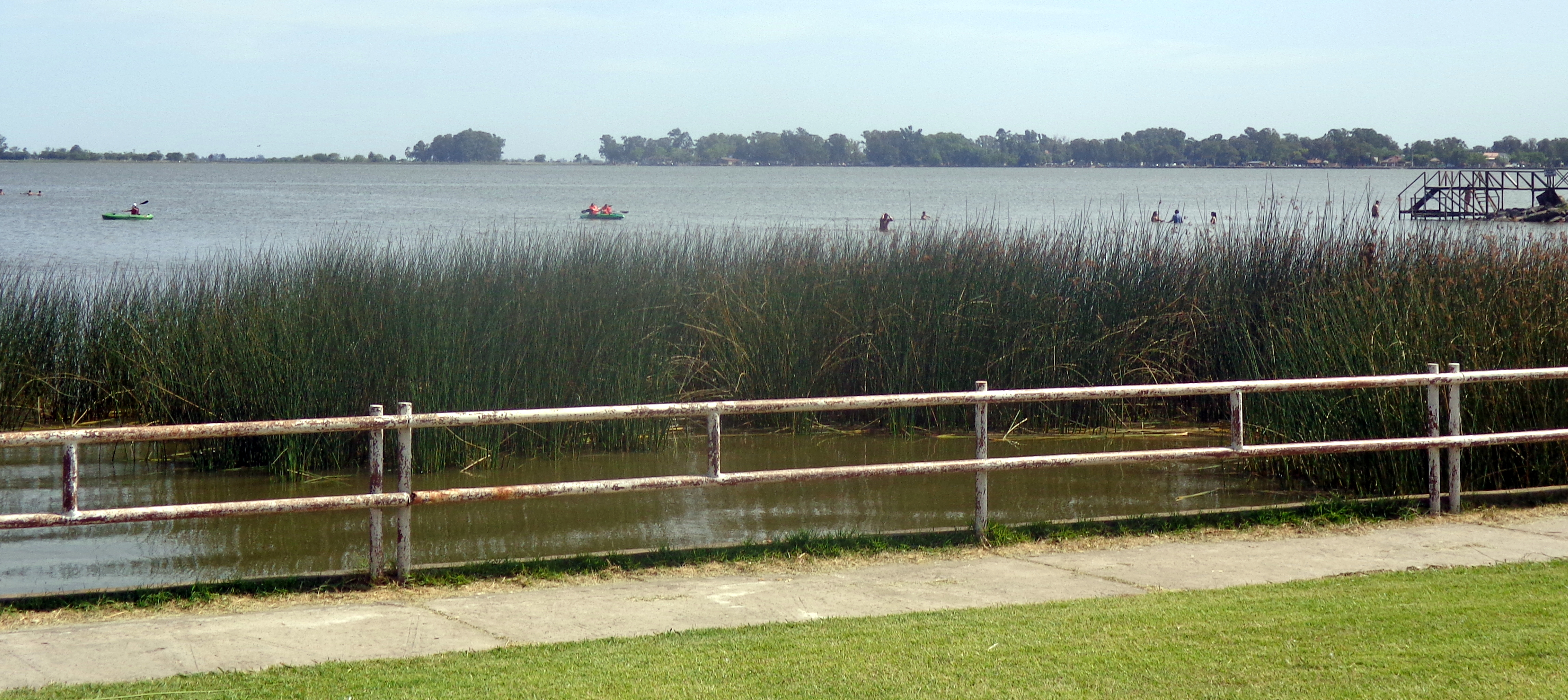
Costanera.

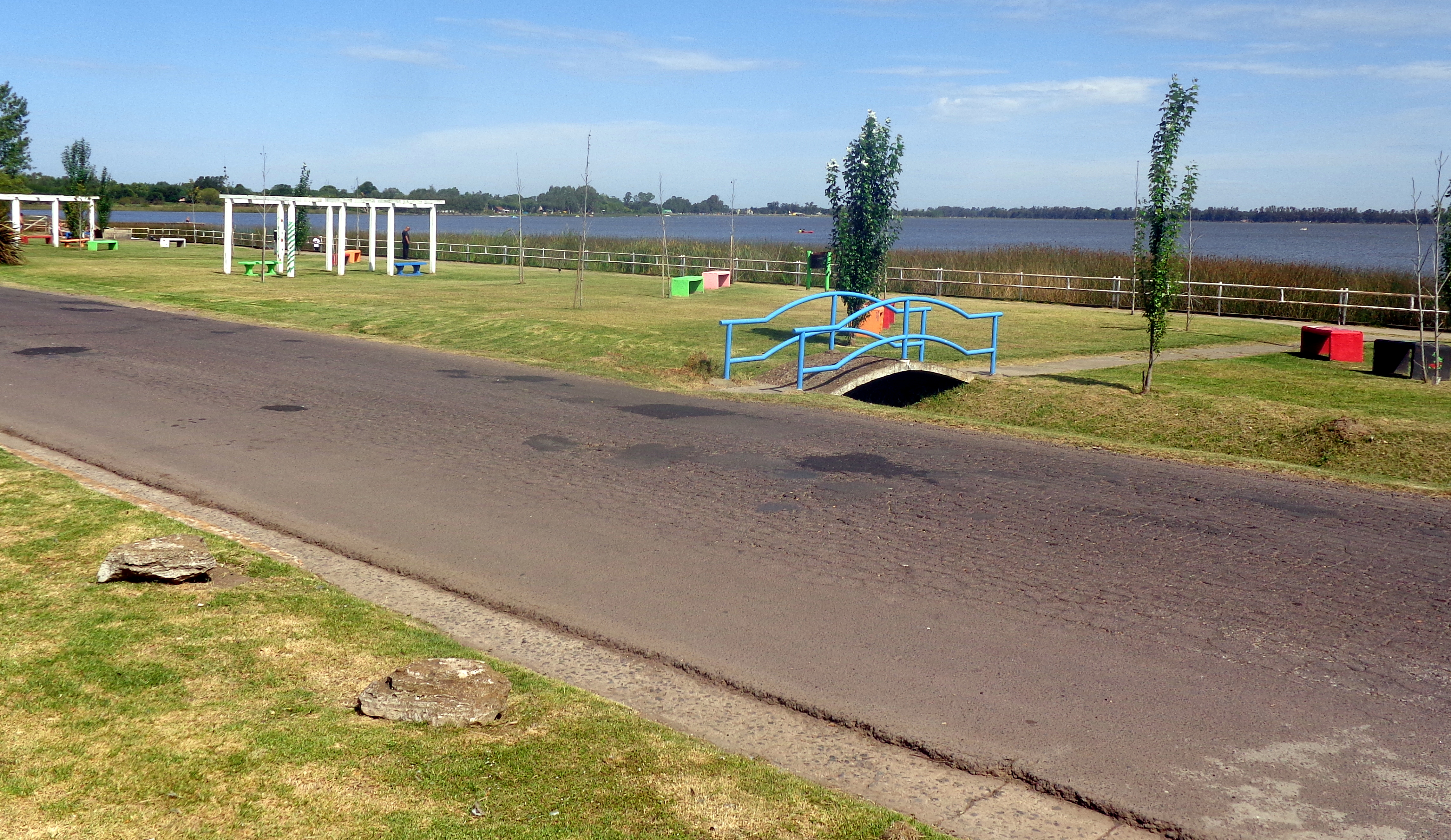
Costanera.

Posee el tipo climático Pampeano típico, mesotermal subhúmedo-húmedo, mesotermal subhúmedo-seco.
El clima térmico en general es templado. La temperatura media anual es de 15,8 °C. El promedio del mes más cálido (enero) es 22,4 °C mientras que el del mes más frío (junio) es 9,2 °C.
Las precipitaciones se encuentran distribuidas durante todo el año, aunque son más intensas en las estaciones transicionales y más escasas durante el invierno. La modificación de los patrones climáticos como consecuencia del actual proceso de cambio climático repercute en la región con un aumento sostenido del volumen y frecuencia de las lluvias en las últimas décadas. Las lluvias acumuladas anualmente totalizan 928 mm. La nieve se hace presente muy raramente. 
Los vientos predominantes son los provenientes del norte (cálidos y húmedos, más frecuente durante el estío. Luego de tormentas sopla seco y fresco el “Pampero” desde el cuadrante sudoeste-oeste, siendo el más intenso de la región. Del sudeste, soplan las llamadas “sudestadas”, con días nublados, muy húmedos y lloviznosos.

### Suelos y explotación agropecuaria
Luego de siglos de ser la zona de esta laguna utilizada casi exclusivamente para el pastoreo del ganado, durante el siglo XX en adelante se ha incrementado la superficie destinada a agricultura.
Las características edáficas de los suelos varían notablemente, aunque predomina el loess, humífero de textura franco-arcillosa y profundos. Si no son hidromórficos, son aptos para la producción agrícola, destacando los cultivos de soja, girasol, maíz, sorgo, trigo, etc. Representan el extremo sur de los suelos de la pampa ondulada.
En los más bajos hay una mayor presencia de arcilla, sodio, halinidad/alcalinidad, lo que, sumado al pobre drenaje hídrico, impide destinarlos a la agricultura, dominando en ellos la ganadería bovina sobre pasturas naturales o implantadas, en esquemas tanto de invernada como de cría.

#### Geología y origen
La Formación Ensenada representa el sustrato más antiguo de la zona; sobre esta se desarrollaron varias unidades eólicas: las formaciones Buenos Aires, La Postrera III y IV y los geosuelos Sin Nombre y Puesto Berrondo.
La laguna fue rellenada por sedimentos pertenecientes a 7 unidades litoestratigráficas, 5 de ellas transcurrieron desde el Pleistoceno tardío al Holoceno tardío y fueron subácueas (la Formación Luján, Miembros La Chumbiada, Lobos, Río Salado, Monte y el aluvio actual). Además se les suman 2 depósitos del tipo eólico, uno ocurrió durante el Pleistoceno tardío (la Formación La Postrera I) mientras que el restante lo hizo durante el Holoceno tardío (la Formación La Postrera IV).
Origen
La cubeta que aloja a esta laguna fue formada a partir del Pleistoceno superior como resultado de la deflación por acción eólica durante los desecamientos, luego de ciclos de lluvias desfavorables. El excavado de la cubeta ocurrió en las acciones eólicas denominadas "bonaerenses", las mismas que, como contraparte, acumularon el loess de la Formación Buenos Aires.

### Características generales de esta laguna
Este espejo forma parte del sistema conocido como lagunas Encadenadas de Monte, el cual es tributario del río Salado.  Está constituido por una de las subcuencas fluviales en que se divide el distrito hidrológico Monte, del cual ocupa su centro. Se trata de un sistema fluvio-lacustre, con eje demarcado por el arroyo Totoral y las lagunas Encadenadas, formando una suerte de rosario acuático.
Esta laguna recibe agua por intermedio de la precipitación, la escorrentía superficial y el agua freática. Es poco profunda y está situada en altitudes próximas al nivel marino. Está libre de vegetación macrófita, no estratifica térmicamente, por lo que, salvo por lapsos breves de pocas horas, posee homogeneidad térmica a lo largo de toda la columna de agua. 
Su lecho es de lodo y muy plano. Sus bordes poseen zonas inundables cubiertas de juncales y en algunas riberas presentan pequeñas barrancas de pocos metros.
Sus aguas son naturalmente eutróficas en razón del aporte de grandes cargas de nutrientes al estar situadas en drenajes fértiles. La actividad humana ha generado el aporte de nutrientes fertilizantes y plaguicidas así como descargas de aguas servidas urbanas e industriales.
La cuenca de esta laguna se subdivide en 2 unidades. La primera es el área de dominio fluvio-lacustre, la cual presenta elementos geomorfológicos conspicuos, como lagunas, bañados, cubetas, cauces y planos aluviales, a los que se agregan las formas antrópicas: canaletas, zanjas y zanjones, alcantarillas, puentes, caminos y sus terraplenes, etc. La segunda unidad geomorfológica es la planicie de acumulación limosa eólica, en donde se encuentran el entorno lagunar, diversos tipos de meso y microcubetas, bañados, pantanos, elementos de origen edáfico como lomadas, hidromorfísmo, alcalinidad, etc.

## Descripción
La cuenca presenta un eje de drenaje principal con rumbo norte-sur. Se origina a una altitud de 33,75 m s. n. m. en los alrededores del Paraje La Noria, en el territorio perteneciente al partido de Cañuelas, que es donde nace el arroyo Totoral. Este curso fluvial posee una longitud de 37 km. Luego de penetrar y discurrir en el territorio del partido de Monte, bordea la ciudad homónima para seguidamente desembocar en el extremo septentrional de la laguna de San Miguel del Monte, la cual constituye el primer eslabón lacunar del sistema hidrográfico homónimo.
La laguna del Monte está subdividida en 2 sectores; el de menor superficie es denominado Boca del Totoral ya que en la parte norte de él desemboca el arroyo homónimo. El cuerpo mayor, o laguna del Monte propiamente dicha, está ubicado al sudoeste del menor. Originalmente eran cuerpos separados, los que estaban distanciados por un istmo, el cual que fue erosionado quedando de esta manera el cuerpo menor formando parte del mayor, como una suerte de golfo. Sobre el agua de dicho umbral fue construido un puente con terraplén por el cual se logra unir ambas orillas.
El espejo posee una superficie de 686 hectáreas (a cota 19,50 m s. n. m.), el volumen es de 12,12 hm³, su profundidad media es de 177 cm mientras que la máxima es de 230 cm.
El sector del cuerpo principal presenta un área de 597 ha. Todo su perímetro presenta costas escarpadas, con barrancas de entre 80 a 370 cm sobre las aguas, si bien en algunos tramos estas se separan de la costa, dejando entre ambas líneas terrenos inundables. Su forma es cuadrada a redondeada.
El sector Boca del Totoral posee una superficie de 89 ha, un perímetro irregular, alargado en sentido norte-sur y ensanchado hacia el este en su sector medio. Su ribera muestra barrancas pequeñas hacia el borde oeste, algo más elevadas hacia el sudoeste, mientras que hacia el este y nordeste son bajas e inundables. Esta sección es atravesada por dos rutas, la 215 y la 41, cuyos terraplenes contienen sus aguas en época de crecientes.
Ambos cuerpos poseen perfil en palangana en razón de que sus fondos son achatados y la profundidad es escasa, aunque esto se debe a encontrarse en un estado de colmatación, ya que en el pasado la profundidad era mucho mayor, situándose entre 9 y 10 m en el sector principal y de 7,3 m en la sección de Boca del Totoral.
Las aguas de la laguna del Monte continúan su recorrido hacia el sur, pasando para la laguna de las Perdices (o Las Perdices) a través de una angostura situada al sudoeste de la primera (de 102 metros), sobre la cual fue construida una estructura hidráulica y puente, la cual permite embalsar las aguas de la laguna del Monte para mantenerle en un nivel constante. Este artefacto (denominado Nivelador Norte) se trata de un vertedero de diente fijo establecido en la cota 19,26 m s. n. m. Si el nivel de la laguna del Monte desciende dicha cifra, el paso del agua cesa por completo.  
La ciudad de Monte no arroja sus desechos y vertidos cloacales directamente a la laguna homónima sino que una planta depuradora ubicada en su ribera sudoeste lo hace directamente hacia el sur, evacuándolos en la ribera norte de la laguna las Perdices, la cual por esta razón posee una elevada contaminación.

## Características biológicas

### Asignaciones ecorregionales
Ecorregionalmente su superficie emergida pertenece a dos ecorregiones terrestres: pampas húmedas y espinal. La primera comprende las zonas de pastizales y pajonales húmedos. La segunda es la correspondiente a los bosques de talar.
La totalidad de los arroyos, bañados y la propia laguna se insertan en la ecorregión de agua dulce drenajes bonaerenses.

### Flora
Fitogeográficamente está adscripta al distrito fitogeográfico pampeano oriental de la provincia fitogeográfica pampeana (una de las secciones en que se divide el dominio fitogeográfico chaqueño), la que cubre las llanuras del centro-este del Cono Sur americano.
En alguna loma o barranca se presentan bosques relictuales de tala pertenecientes al subdistrito fitogeográfico del tala, subvariante del distrito fitogeográfico del algarrobo, correspondiente a la provincia fitogeográfica del espinal. Incluye formaciones de bosques xeromórficos subclimáxicos dominados por una especie arbórea generalmente de modesta altura: el tala (Celtis tala).
Se presentan sobre las mismas aguas comunidades de densos juncales (Schoenoplectus californicus); en los arroyos más encajonados el junco es acompañado por la espadaña (Zizaniopsis bonariensis) y la totora (Typha latifolia). En los bordes húmedos se encuentran, entre otras especies, la redondita de agua (Hydrocotyle ranunculoides), la lagunilla (Alternanthera philoxeroides), la margarita de bañado (Senecio bonariensis) y el único arbusto higrófilo de las pampas, el duraznillo blanco (Solanum glaucophyllum), el cual forma consociaciones denominadas duraznillares. Entre la vegetación sumergida destaca la gambarrusa (Myriophyllum quitense), la cola de zorro (Ceratophyllum demersum) y el potamogeton (Potamogeton striatus). En algunos recodos se forman carpetas de plantas flotantes, con helechitos de agua, repollitos de agua y diversas especies de lentejas de agua.

### Fauna

#### Mamíferos
De las especies mastozoológicas que en esta laguna y sus riberas antaño eran comunes, varias de ellas se encuentran hoy extintas o muy amenazadas, por ejemplo el yaguareté austral (Panthera onca palustris), el puma pampeano (Puma concolor cabrerae) —extintos—, el gato de los pajonales (Leopardus pajeros) —muy raro—, la vizcacha (Lagostomus maximus) y el venado de las pampas australes (Ozotoceros bezoarticus celer) —otrora muy abundantes, hoy extintos en el área—, etc.
Son aún espectables el gato montés (Leopardus geoffroyi),  el zorro pampa (Lycalopex gymnocercus), el zorrino (Conepatus chinga), el hurón mediano (Galictis cuja), las comadrejas overa (Didelphis albiventris) y colorada (Lutreolina crassicaudata), las especies de la familia Dasypodidae: la mulita (Dasypus hybridus) y el peludo (Chaetophractus villosus), el cuis pampeano (Cavia aperea), la nutria roedora o coipo (Myocastor coypus), el carpincho (Hydrochoerus hydrochaeris), roedores pequeños, etc.

#### Aves
Las aves pampeanas encuentran en los pastizales que rodean a esta laguna un hábitat adecuado donde sobrevivir a la destrucción perpetrada en la llanura por la agricultura y la ganadería intensiva. La misma área lacunar y la vegetación anfibia de los sectores someros presenta una abundante población de aves acuáticas, tanto residentes como migradoras. En los bañados y juncales hallan un sitio propicio para alimentarse o establecer sus nidos numerosas especies, entre las que podemos reconocer al caraú, la garza blanca, la garcita blanca, la garza mora, la garza bruja, el chajá, el cisne cuello negro, el ganso coscoroba, el cuervillo de cañada, la espátula rosada, el flamenco austral, el macá pico grueso, el macá grande, el macá común, el cormorán biguá, la cigüeña americana, el tero-real, el tero común, la becasina común, la gaviota capucho café, el tachurí sietecolores, el junquero, diversas especies de gallaretas y patos, etc.
Los pastizales perilacunares son el hábitat del ñandú (Rhea americana) —cada vez más raro—, las martinetas colorada (Rhynchotus rufescens) y copetona (Eudromia elegans) —la primera recuperándose, la segunda cercana a la extinción en el área—, y la perdiz chica (Nothura maculosa) —afectada por agroquímicos—.
Entre las aves más espectables de los pastizales se encuentran varias rapaces como el carancho, el chimango, el milano blanco el caracolero, el halconcito colorado y el halcón plomizo, la lechucita de las vizcacheras, el lechuzón de campo, etc. 
También pájaros pequeños, como la caminera común, la tijereta, el pico de plata, el corbatita, el misto, los cachilos ceja amarilla y canela, el espartillero pampeano, el espartillero enano, el curutié ocráceo, el verdón, el dragón o pecho amarillo, la ratona aperdizada, las cachirlas común y de uña corta, el chingolo, el pecho colorado, etc.
Las playas barrosas son un refugio para las bandadas de chorlos migratorios, entre los cuales se encuentran el chorlo pampa, el chorlo cabezón, el playerito rabadilla blanca, etc.
En las arboledas artificiales la avifauna se enriquece con especies de hábitos forestales o que nidifican en árboles, como la calandria grande, la torcaza (Zenaida auriculata), la torcacita común (Columbina picui), las palomas ala manchada (Patagioenas maculosa), picazuró (Patagioenas picazuro) y yerutí (Leptotila verreauxi), la cotorra común (Myiopsitta monachus), la lechuza de los campanarios (Tyto alba), el lechuzón orejudo (Asio clamator), el alicucu común (Megascops choliba), ñacurutú (Bubo virginianus), el pirincho (Guira guira), el picaflor bronceado (Hylocharis chrysura), el picaflor garganta blanca (Leucochloris albicollis), el picaflor verde común (Chlorostilbon aureoventris), el carpintero real (Colaptes melanolaimus), el carpintero campestre (Colaptes campestroides), el chinchero chico (Lepidocolaptes angustirostris), el añumbí (Anumbius annumbi ), el chotoy (Schoeniophylax phryganophilus), el coludito copetón (Leptasthenura platensis), el canastero chaqueño (Asthenes baeri), el cortarramas (Phytotoma rutila), el piojito común (Serpophaga subcristata), el picabuey (Machetornis rixosa), el benteveo (Pitangus sulphuratus), el suirirí real (Tyrannus melancholicus), los zorzales colorado (Turdus rufiventris) y chalchalero (Turdus amaurochalinus), la golondrina doméstica (Progne chalybea), la golondrina parda (Progne tapera), la golondrina ceja blanca (Tachycineta leucorrhoa), la ratona común (Troglodytes aedon), la tacuarita azul (Polioptila dumicola, el pitiayumí (Parula pitiayumi), el cabecita negra (Carduelis magellanica), el cardenal (Paroaria coronata), el jilguero (Sicalis flaveola), el boyerito (Icterus cayanensis), el tordo renegrido (Molothrus bonariensis), el tordo músico (Agelaioides badius), el naranjero (Thraupis bonariensis), etc.

#### Reptiles
Entre los reptiles que habitan en sus riberas sobresalen el lagarto overo (Salvator merianae) y numerosas culebras, como la culebra verde y negra (Erythrolamprus poecilogyrus) y la culebra de líneas amarillas (Lygophis anomalus).

#### Anfibios
Las riberas son el hábitat propicio de varias especies de anfibios nativos, destacando las familias Leptodactylidae, Hylidae y Bufonidae, siendo las más conocidas el sapo común (Rhinella arenarum), el escuerzo (Ceratophrys ornata), la ranita del zarzal (Hypsiboas pulchellus), la rana criolla (Leptodactylus latrans), etc.

#### Peces
Las especies de peces que viven en esta laguna poseen abolengo brasílico, al estar en contacto directo con los de la cuenca imbrífera del río Salado.
Entre las especies más abundantes o destacadas se encuentran: el pejerrey (Odontesthes bonariensis), la tararira (Hoplias malabaricus), el dientudo (Oligosarcus jenynsii), el bagre sapo (Rhamdia quelen), el bagre cantor (Pimelodella laticeps), la tachuela o barrefondo (Corydoras paleatus), el bagarito (Parapimelodus valenciennis), mojarras (Astyanax eigenmanniorum, Cheirodon interruptus, Bryconamericus iheringii e Hyphessobrycon togoi), la chanchita (Australoheros facetus), la madrecita (Cnesterodon decemmaculatus), el tosquero o listadito (Jenynsia multidentata), el sabalito (Cyphocharax voga), las viejas del agua (Loricariichthys anus e Hypostomus commersoni), la mandufia (Platanichthys platana), etc. Durante el siglo XX esta laguna sufrió un poblamiento dinámico manifestado por la invasión de la carpa (Cyprinus carpio), una especie exótica que altera los ecosistemas de los biotopos que invade.
De entre todas las especies destaca el pejerrey, una especie muy buscada para la práctica de la pesca deportiva.
Las especies de peces deben soportar el desecamiento del cuerpo acuático en temporadas de lluvias muy desfavorables, con las mortalidades que les acompañan al elevarse el tenor halino de las aguas remanentes y la falta de oxígeno disuelto al concentrarse en ellos la totalidad de la biota acuática. También se suman las importantes bajas que se producen en ocasiones de días invernales excepcionalmente fríos.

## Actividades acuáticas
Esta laguna y su ciudad homónima son un habitual destino de miniturismo para los habitantes de la ciudad de Buenos Aires y sus alrededores.
Son numerosas las actividades náuticas que es posible practicar en esta laguna o en sus riberas: kitesurf, windsurf, kayakismo, ecoturismo, cicloturismo, excursionismo, campamentos, natación, uso recreativo como balneario estival, etc.
Pesca deportiva
En las aguas abiertas, en las zonas ribereñas de su perímetro y en sus arroyos asociados, se practica la pesca deportiva, en especial de pejerreyes (Odontesthes bonariensis), tanto embarcada como costera.